# Cannona woolgoolgae
Cannona woolgoolgae är en plattmaskart som beskrevs av Faubel och Rohde 1998. Cannona woolgoolgae ingår i släktet Cannona och familjen Monocelididae. Inga underarter finns listade i Catalogue of Life.